# Bitmap-Schrift

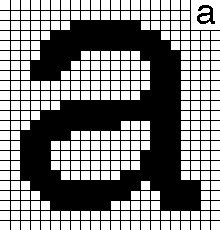
Ein Zeichen einer Bitmap-Schrift im Original und in 10-facher Vergrößerung

Als Bitmap-Schrift wird eine digital erfasste Schriftart für den Computer bezeichnet, in deren Datei die Formen der Buchstaben wie in einer Bilddatei als zumeist monochrome Rastergrafik gespeichert sind.

## Eigenschaften
Bitmap-Schriften können nur sehr eingeschränkt vergrößert und verkleinert werden, da bei der Skalierung von Rastergrafiken immer Details verlorengehen, was die Lesbarkeit der Zeichen herabsetzt. Ein Ausweg wäre das Vorhalten verschiedener Versionen der Schrift in allen möglichen Größen. Wegen des hohen Speicherbedarfs werden daher heute meist Vektor-Zeichensätze wie TrueType und PostScript eingesetzt.

## Vergleich zu Vektor-Zeichensätzen

### Vorteile
- Die Darstellung von Bitmap-Schriften erfolgt schneller, da bei Vektor-Schriften zuerst eine Rasterung vorgenommen werden muss, bevor diese dargestellt werden können.
- Die Darstellung von Bitmap-Schriften ist einfacher zu implementieren.
- Wenn die Bitmap-Schrift in einer Größe angezeigt werden soll, in der die Zeichen vorliegen, ist eine pixelgenaue Darstellung möglich.

### Nachteile
- Zur Darstellung von verschiedenen Schriftgrößen muss die Schriftart entweder mit Interpolationsverfahren skaliert werden, was einen Qualitätsverlust mit sich bringt, oder in verschiedenen Größen vorliegen, wodurch der Speicherbedarf entsprechend ansteigt.
- Sofern keine Datenkompression eingesetzt wird, wächst der Speicherbedarf quadratisch mit der Schriftgröße (bei doppelter Schriftgröße besteht jeder Buchstabe aus viermal so vielen Pixeln).

## Verwendung
In grafikfähigen Taschenrechnern, Autoradios und anderen technischen Geräten werden neben Segmentanzeigen häufig auch Matrixanzeigen eingesetzt, die Bitmap-Schriften mit typischerweise 5×7 Bildpunkten großen Zeichen darstellen. Außerdem werden Bitmap-Schriften in Geräten mit LCD-Bildschirmen eingesetzt, bei denen die Darstellung von Vektor-Schriften zu langsam wäre und bei denen keine Druckausgabe benötigt wird, wie Mobiltelefone oder PDAs.
Zudem werden sie als sogenannte „Screen-Fonts“ (Bildschirm-Zeichensätze) in PostScript-Schriften für die Bildschirmausgabe auf solchen Geräten verwendet, die von sich aus keine Postscript-Schriften darstellen können (siehe auch Adobe Type Manager).